# Parafia św. Małgorzaty w Rokiciu
Parafia pw. Św. Małgorzaty w Rokiciu – parafia należąca do dekanatu dobrzyńskiego nad Wisłą, diecezji płockiej, metropolii warszawskiej.